# Antaeusuchus
Antaeusuchus taouzensis es una especie de peirosáurido notosuquio del Grupo Kem Kem del Cretácico Superior de Marruecos descrita en 2021, y la única especie del género Antaeusuchus. Es el cuarto notosuquio descrito de la región y el segundo peirosáurido de Kem Kem después de Hamadasuchus.

## Descubrimiento y etimología
Antaeusuchus se conoce a partir de dos especímenes: el holotipo NHMUK PV R36829, que consiste en pares de mandíbulas, y el paratipo NHMUK PV R36874, una mandíbula derecha parcial. Ambos especímenes fueron recolectados comercialmente y recuperados de lechos no especificados del Grupo Kem Kem cerca de Jebel Beg'aa, municipio de Taouz en la provincia de Errachidia en Marruecos. Ambos fósiles se conservan sin distorsiones y en buenas condiciones, con daños principalmente restringidos a los dientes.
El nombre genérico deriva de Anteo, un gigante de la mitología griega y bereber que se dice que está enterrado en el norte de Marruecos y del griego antiguo σοῦχος, soukhos que significa cocodrilo. El nombre de la especie se refiere al municipio de Taouz donde se encontraron ambos especímenes.

## Descripción
La región anterior de la mandíbula se caracteriza por una amplia sínfisis en forma de 'U'. Cada rama mandibular diverge en un ángulo de 22° desde la línea media y permanece casi recta en la mayor parte de su longitud conservada, curvándose ligeramente medialmente hacia la parte posterior del fósil. La parte anterior del margen dorsal de la mandíbula se caracteriza por dos "ondas", la primera de las cuales abarca los dientes dentarios 1 a 6. La segunda ola se eleva desde el diente 9 al 15. Estas 'ondas' alcanzan su punto máximo en el diente dentario 4 y 13, respectivamente. Aparte de una serie de forámenes adyacentes a la fila de dientes, esta parte del hueso muestra poca ornamentación. El dentario holotipo conserva 18 alvéolos, los primeros 16 de los cuales conservan dientes parciales o completos, todos muy próximos entre sí. La mitad posterior del margen dorsal permanece en gran parte recta y fuertemente inclinada. La fenestra mandibular no está completamente preservada en ninguno de los dos especímenes, pero se puede inferir que es de gran tamaño y anteroventralmente alargada posterodorsalmente.
Los primeros alvéolos tienen forma circular, lo que sugiere que los dientes anteriores son aproximadamente cónicos, mientras que a partir del décimo alvéolo dentario en adelante se comprimen más labiolingualmente, se presenta un aplanamiento más extremo en el margen anterior y posterior de los dientes conservados. Estos márgenes están adornados con carinas denticuladas que forman el borde cortante de los dientes. Estos dentículos son de tamaño pequeño y no muestran una variación significativa de tamaño.

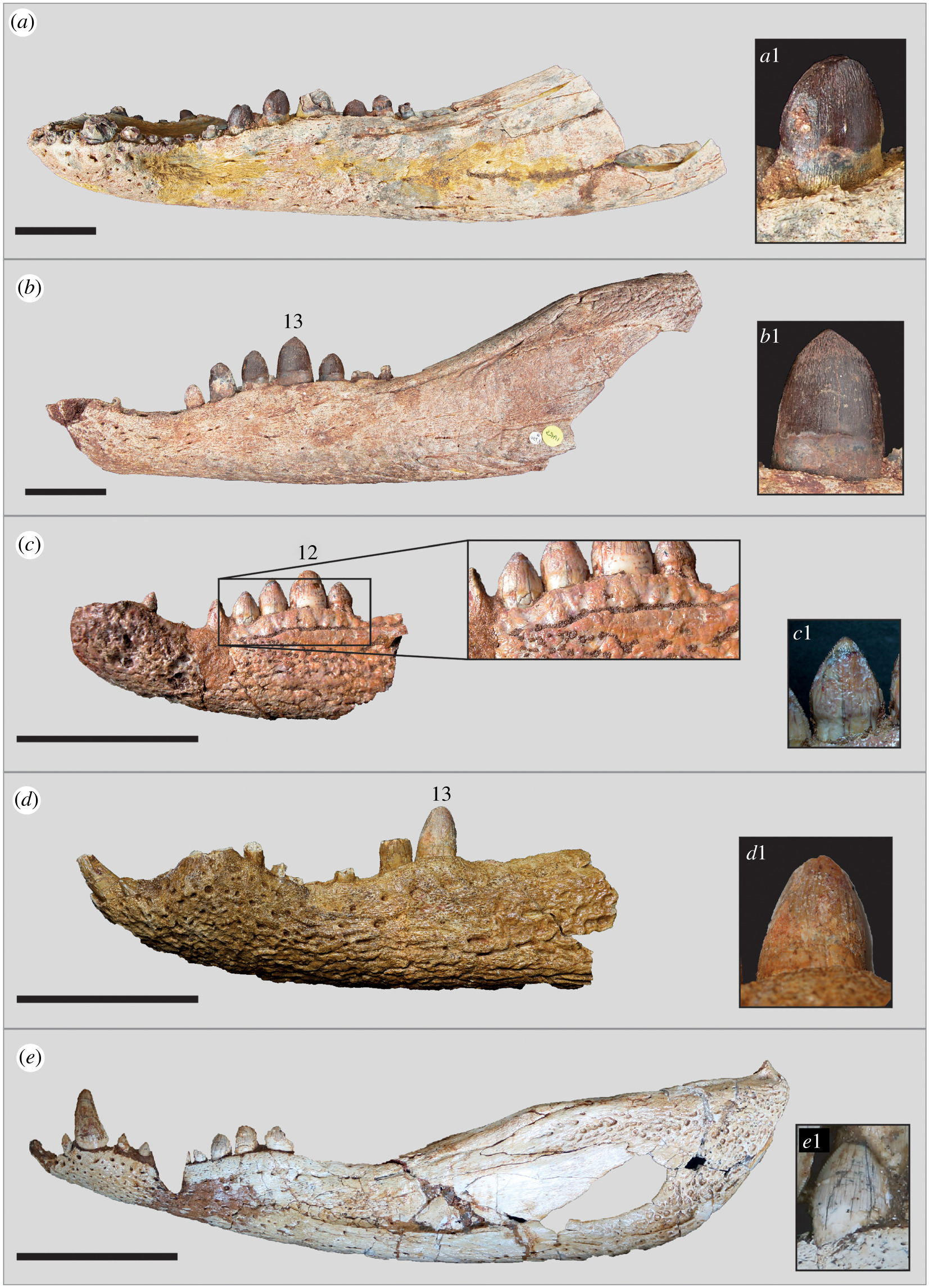
Comparación del holotipo (a) y paratipo (b) de Antaeusuchus con tres ejemplares de Hamadasuchus (c-e)

En Antaeusuchus las ramas mandibulares divergen en un ángulo mucho más amplio (43 a 44°) que en Hamadasuchus (entre 20 y 30° según el espécimen), lo que significa que tenía un rostrum más ancho que su pariente. La superficie de la mandíbula en Antaeusuchus está cubierta de agujeros poco profundos y canales diferentes de la ornamentación más profunda de Hamadasuchus. Los dientes posteriores del holotipo de Hamadasuchus tienen forma lanceolada, lo que no se ve en Antaeusuchus. Además, los dientes del holotipo de Antaeusuchus, aunque ligeramente puntiagudos en sus ápices, no son comparables con los dientes casi triangulares que se ven en el holotipo de Hamadasuchus. Los dientes 10 a 14 en el espécimen referido NHMUK PV R36874 son angulares, pero su margen anterior y posterior corren paralelos en la mayor parte de su longitud y solo convergen en un punto en el vértice de la corona.
Antaeusuchus era significativamente más grande que Hamadasuchus, casi el doble del tamaño de este último. Si bien el tamaño no es un carácter distintivo por sí solo, se suma a las diferencias morfológicas ya presentes entre los dos géneros. Además, Nicholl et al. argumentan que las características presentes en Antaeusuchus no son compatibles con la serie ontogenética conocida para Hamadasuchus, que ya incluye especímenes que se presume que son "adultos".

## Filogenia
Para el análisis filogenético, ambos especímenes se combinaron como una unidad taxonómica operativa y se insertaron en una matriz de carácter-taxón basada en la de Pol et al. 2014. Esta matriz se usó posteriormente como base para múltiples estudios adicionales paralelos entre sí, lo que resultó en numerosas matrices 'hijas', que se unieron para la filogenia de Nicholl et al. 2021. El muestreo también se amplió con la inclusión de los supuestos peirosáuridos Rukwasuchus yajabalijekundu de Tanzania y Miadanasuchus oblita de Madagascar. El árbol de consenso estricto resultante con la misma ponderación de caracteres se puede ver a continuación:
|  | Kaprosuchus     |
|  |                 |
|  | Mahajangasuchus |
|  |                 |

|  | Bayomesasuchus                                                |
|  |                                                               |
|  | \| \| Hamadasuchus \| \| \| \| \| \| Antaeusuchus \| \| \| \| |
|  |                                                               |
|  | Hamadasuchus                                                  |
|  |                                                               |
|  | Antaeusuchus                                                  |
|  |                                                               |

|  | Hamadasuchus |
|  |              |
|  | Antaeusuchus |
|  |              |

|  | Miadanasuchus |
|  |               |
|  | Barrosasuchus |
|  |               |

|  | Uberabasuchus                                                  |
|  |                                                                |
|  | \| \| Lomasuchus \| \| \| \| \| \| Montealtosuchus \| \| \| \| |
|  |                                                                |
|  | Lomasuchus                                                     |
|  |                                                                |
|  | Montealtosuchus                                                |
|  |                                                                |

|  | Lomasuchus      |
|  |                 |
|  | Montealtosuchus |
|  |                 |

|  | Uberabasuchus                                                  |
|  |                                                                |
|  | \| \| Lomasuchus \| \| \| \| \| \| Montealtosuchus \| \| \| \| |
|  |                                                                |
|  | Lomasuchus                                                     |
|  |                                                                |
|  | Montealtosuchus                                                |
|  |                                                                |

|  | Lomasuchus      |
|  |                 |
|  | Montealtosuchus |
|  |                 |

|  | Miadanasuchus |
|  |               |
|  | Barrosasuchus |
|  |               |

|  | Uberabasuchus                                                  |
|  |                                                                |
|  | \| \| Lomasuchus \| \| \| \| \| \| Montealtosuchus \| \| \| \| |
|  |                                                                |
|  | Lomasuchus                                                     |
|  |                                                                |
|  | Montealtosuchus                                                |
|  |                                                                |

|  | Lomasuchus      |
|  |                 |
|  | Montealtosuchus |
|  |                 |

|  | Uberabasuchus                                                  |
|  |                                                                |
|  | \| \| Lomasuchus \| \| \| \| \| \| Montealtosuchus \| \| \| \| |
|  |                                                                |
|  | Lomasuchus                                                     |
|  |                                                                |
|  | Montealtosuchus                                                |
|  |                                                                |

|  | Lomasuchus      |
|  |                 |
|  | Montealtosuchus |
|  |                 |

|  | Bayomesasuchus                                                |
|  |                                                               |
|  | \| \| Hamadasuchus \| \| \| \| \| \| Antaeusuchus \| \| \| \| |
|  |                                                               |
|  | Hamadasuchus                                                  |
|  |                                                               |
|  | Antaeusuchus                                                  |
|  |                                                               |

|  | Hamadasuchus |
|  |              |
|  | Antaeusuchus |
|  |              |

|  | Miadanasuchus |
|  |               |
|  | Barrosasuchus |
|  |               |

|  | Uberabasuchus                                                  |
|  |                                                                |
|  | \| \| Lomasuchus \| \| \| \| \| \| Montealtosuchus \| \| \| \| |
|  |                                                                |
|  | Lomasuchus                                                     |
|  |                                                                |
|  | Montealtosuchus                                                |
|  |                                                                |

|  | Lomasuchus      |
|  |                 |
|  | Montealtosuchus |
|  |                 |

|  | Uberabasuchus                                                  |
|  |                                                                |
|  | \| \| Lomasuchus \| \| \| \| \| \| Montealtosuchus \| \| \| \| |
|  |                                                                |
|  | Lomasuchus                                                     |
|  |                                                                |
|  | Montealtosuchus                                                |
|  |                                                                |

|  | Lomasuchus      |
|  |                 |
|  | Montealtosuchus |
|  |                 |

|  | Miadanasuchus |
|  |               |
|  | Barrosasuchus |
|  |               |

|  | Uberabasuchus                                                  |
|  |                                                                |
|  | \| \| Lomasuchus \| \| \| \| \| \| Montealtosuchus \| \| \| \| |
|  |                                                                |
|  | Lomasuchus                                                     |
|  |                                                                |
|  | Montealtosuchus                                                |
|  |                                                                |

|  | Lomasuchus      |
|  |                 |
|  | Montealtosuchus |
|  |                 |

|  | Uberabasuchus                                                  |
|  |                                                                |
|  | \| \| Lomasuchus \| \| \| \| \| \| Montealtosuchus \| \| \| \| |
|  |                                                                |
|  | Lomasuchus                                                     |
|  |                                                                |
|  | Montealtosuchus                                                |
|  |                                                                |

|  | Lomasuchus      |
|  |                 |
|  | Montealtosuchus |
|  |                 |

|  | Bayomesasuchus                                                |
|  |                                                               |
|  | \| \| Hamadasuchus \| \| \| \| \| \| Antaeusuchus \| \| \| \| |
|  |                                                               |
|  | Hamadasuchus                                                  |
|  |                                                               |
|  | Antaeusuchus                                                  |
|  |                                                               |

|  | Hamadasuchus |
|  |              |
|  | Antaeusuchus |
|  |              |

|  | Miadanasuchus |
|  |               |
|  | Barrosasuchus |
|  |               |

|  | Uberabasuchus                                                  |
|  |                                                                |
|  | \| \| Lomasuchus \| \| \| \| \| \| Montealtosuchus \| \| \| \| |
|  |                                                                |
|  | Lomasuchus                                                     |
|  |                                                                |
|  | Montealtosuchus                                                |
|  |                                                                |

|  | Lomasuchus      |
|  |                 |
|  | Montealtosuchus |
|  |                 |

|  | Uberabasuchus                                                  |
|  |                                                                |
|  | \| \| Lomasuchus \| \| \| \| \| \| Montealtosuchus \| \| \| \| |
|  |                                                                |
|  | Lomasuchus                                                     |
|  |                                                                |
|  | Montealtosuchus                                                |
|  |                                                                |

|  | Lomasuchus      |
|  |                 |
|  | Montealtosuchus |
|  |                 |

|  | Miadanasuchus |
|  |               |
|  | Barrosasuchus |
|  |               |

|  | Uberabasuchus                                                  |
|  |                                                                |
|  | \| \| Lomasuchus \| \| \| \| \| \| Montealtosuchus \| \| \| \| |
|  |                                                                |
|  | Lomasuchus                                                     |
|  |                                                                |
|  | Montealtosuchus                                                |
|  |                                                                |

|  | Lomasuchus      |
|  |                 |
|  | Montealtosuchus |
|  |                 |

|  | Uberabasuchus                                                  |
|  |                                                                |
|  | \| \| Lomasuchus \| \| \| \| \| \| Montealtosuchus \| \| \| \| |
|  |                                                                |
|  | Lomasuchus                                                     |
|  |                                                                |
|  | Montealtosuchus                                                |
|  |                                                                |

|  | Lomasuchus      |
|  |                 |
|  | Montealtosuchus |
|  |                 |

|  | Bayomesasuchus                                                |
|  |                                                               |
|  | \| \| Hamadasuchus \| \| \| \| \| \| Antaeusuchus \| \| \| \| |
|  |                                                               |
|  | Hamadasuchus                                                  |
|  |                                                               |
|  | Antaeusuchus                                                  |
|  |                                                               |

|  | Hamadasuchus |
|  |              |
|  | Antaeusuchus |
|  |              |

|  | Miadanasuchus |
|  |               |
|  | Barrosasuchus |
|  |               |

|  | Uberabasuchus                                                  |
|  |                                                                |
|  | \| \| Lomasuchus \| \| \| \| \| \| Montealtosuchus \| \| \| \| |
|  |                                                                |
|  | Lomasuchus                                                     |
|  |                                                                |
|  | Montealtosuchus                                                |
|  |                                                                |

|  | Lomasuchus      |
|  |                 |
|  | Montealtosuchus |
|  |                 |

|  | Uberabasuchus                                                  |
|  |                                                                |
|  | \| \| Lomasuchus \| \| \| \| \| \| Montealtosuchus \| \| \| \| |
|  |                                                                |
|  | Lomasuchus                                                     |
|  |                                                                |
|  | Montealtosuchus                                                |
|  |                                                                |

|  | Lomasuchus      |
|  |                 |
|  | Montealtosuchus |
|  |                 |

|  | Miadanasuchus |
|  |               |
|  | Barrosasuchus |
|  |               |

|  | Uberabasuchus                                                  |
|  |                                                                |
|  | \| \| Lomasuchus \| \| \| \| \| \| Montealtosuchus \| \| \| \| |
|  |                                                                |
|  | Lomasuchus                                                     |
|  |                                                                |
|  | Montealtosuchus                                                |
|  |                                                                |

|  | Lomasuchus      |
|  |                 |
|  | Montealtosuchus |
|  |                 |

|  | Uberabasuchus                                                  |
|  |                                                                |
|  | \| \| Lomasuchus \| \| \| \| \| \| Montealtosuchus \| \| \| \| |
|  |                                                                |
|  | Lomasuchus                                                     |
|  |                                                                |
|  | Montealtosuchus                                                |
|  |                                                                |

|  | Lomasuchus      |
|  |                 |
|  | Montealtosuchus |
|  |                 |

La filogenia resultante clasificó a los peirosáuridos y mahajangasúquidos juntos, formando un clado hermano a los uruguaysúquidos. Internamente, Antaeusuchus se recuperó como un taxón hermano de Hamadasuchus del Grupo Kem Kem, los dos clados taxonómicos junto con Bayomesasuchus como su hermano, que a su vez forma un clado hermano de todos los demás peirosáuridos. Peirosaurus torminni no se incluyó en el análisis, sin embargo, su pariente cercano Uberabasuchus terrificus se ha recuperado constantemente como un pariente cercano o un posible sinónimo menor, por lo que Uberabasuchus se utilizó como representante de Peirosaurus.